# Carlos Cavaco Correia
Carlos Alberto Cavaco Correia (Dortmund, 13 novembre 1966) è un ex calciatore portoghese, di ruolo portiere.

## Carriera
Nella stagione 1987-1988 fa parte della rosa del Vitória Guimarães, nella prima divisione portoghese, nella quale non riesce però ad esordire; l'anno seguente gioca in prestito in seconda divisione nella Trofense, mentre trascorre l'intera stagione 1989-1990 ancora al Vitória Guimarães, in massima serie. Nella stagione 1990-1991 gioca in prestito al Benfica Castelo Branco, con cui disputa 37 partite nella terza divisione portoghese; fa poi nuovamente ritorno a Guimarães, dove nella stagione 1991-1992 riesce anche ad esordire, subendo 7 reti in 4 partite nella prima divisione portoghese.
A fine stagione viene ceduto all'Estrela Amadora, formazione di seconda divisione, con cui nel suo primo anno gioca 27 partite e conquista la promozione in massima serie; rimane in squadra per complessive 5 stagioni, 4 delle quali in prima divisione, nelle quali gioca in totale 54 partite e subisce 76 gol (di cui 27 con 57 gol subiti nelle quattro stagioni in prima divisione, tutte concluse con la salvezza della sua squadra).
Nell'estate del 1997 viene ceduto a titolo definitivo all'Imortal, con cui nella stagione 1997-1998 gioca 7 partite nella terza divisione portoghese, subendo 8 reti; passa poi alla Portimonense, con cui nella stagione 1998-1999 subisce 20 gol in 22 partite di terza divisione, categoria nella quale gioca anche nei due anni seguenti sempre con i bianconeri, totalizzandovi 57 presenze e subendo 62 reti. Nella seconda di queste stagioni (la 2000-2001) realizza anche un gol, all'86º della partita del 28 aprile 2001 in casa contro la squadra B del Benfica, quando realizza il calcio di rigore che fissa il punteggio sul definitivo 4-0. La stagione 2000-2001 si conclude inoltre con la vittoria del campionato, con conseguente promozione in seconda divisione, categoria nella quale Correia nella stagione 2001-2002 subisce 6 reti in 4 presenze (a cui aggiunge anche 2 presenze con 5 gol subiti in Coppa del Portogallo). Si tratta della sua ultima stagione da calciatore professionista, anche se in seguito torna a giocare in categorie dilettantistiche (tra la quarta e la quinta divisione portoghese) con varie formazioni dell'area di Lisbona, dove risiede e possiede un ristorante. Il 22 novembre 2016 scende in campo per la sua partita d'addio con la maglia del Canaviais contro l'Oriolenses, terminando definitivamente l'attività agonistica pochi giorni dopo il suo cinquantesimo compleanno.
Nell'arco della sua carriera ha giocato in totale 31 partite nella prima divisione portoghese, 69 partite in seconda divisione ed 86 partite in terza divisione.

## Palmarès

### Club

#### Competizioni nazionali
- Segunda Liga: 1

Estrela Amadora: 1992-1993
- Segunda Divisão: 1

Portimonense: 2000-2001